# ورم شفاني
الورم الشفاني هو اضطراب وراثي نادر جدًا يرتبط ارتباطًا وثيقًا باضطراب الورام الليفي العصبي الأكثر شيوعًا. وُصف في الأصل عند المرضى اليابانيين، يتكون من أورام شوان (أو شوانوما) جلدية متعددة وأورام الجهاز العصبي المركزي ومضاعفات عصبية أخرى، باستثناء العلامة المميزة للورام الليفي العصبي (وجود الأورام الليفية العصبية). حدوث المرض أو تكراره ما يزال غير معروف بشكل دقيق بعد، على الرغم من أن بعض السكان لاحظوا تكرارات بنسبة قليلة تصل إلى حالة واحدة لكل 1.7 مليون شخص.
أورام الشوانوما هي في الغالب أورام حميدة تحدث بشكل شائع عند الأفراد المصابين بالورام الليفي العصبي والورم الشفاني (يسمى أحيانًا الورم العصبي الليفي من النوع الثالث). خلايا شوان هي خلايا دبقية تكوّن المحاوير الميالينية للخلايا العصبية. الميالين هو غطاء دهني يسرع من توصيل جهود العمل. عندما تتكاثر خلايا شوان خارج نطاق السيطرة ضمن غلاف يحيط بها يطلق عليها اسم أورام الشوانوما. على الرغم من أن أورام الشوانوما حميدة، فإنها تصبح ذات آثار سيئة عندما يضغط الورم المتنامي على العصب. تسبب أورام الشوانوما الموجودة على المحاور العصبية الحسية ألمًا مزمنًا شديدًا. خيارات علاج الشوانوما هي إزالتها بالاستئصال الجراحي، أو تعريضها للإشعاع، أو إزالتها عبر قطعها بأشعة غاما، أو الاستئصال داخل المحفظة. كانت تُسمى أورام الشوانوما سابقًا الورم العصبي وورم غمد الليف العصبي.

## السبب
الجين المتعلق بحدوث الورم الشفاني، والمسمى SMARCB1، هو جين مثبط للورم ينظم دورة الخلية ونموها وتمايزها. أُبلغ عن طفرة خلية جنسية في الإكسون 1 من الجين الكابت (المثبط) للورم SMARCB1 في مرضى الورم الشفاني. يقع الجين على الكروموسوم 22 على مسافة قصيرة من جين الورام الليفي العصبي، ومع ذلك، فقد أظهر التحليل الجزيئي لجين الورام الليفي العصبي في مرضى الورم الشفاني وجود طفرات معطلة في الخلايا السرطانية، ولكن لا يوجد دليل على طفرات الخلية الجنسية في مرضى الورام الليفي العصبي.
قد تكون الآلية التي تتضمن كلًا من جينات SMARCB1 وجينات الورام الليفي العصبي مسؤولة عن تطور المرض لأن وجود أورام الشوانوما يشير إلى وجود طفرات مثبّطة في هذه الجينات. على أي حال، هناك تكهنات حول تورط جين (جينات) ورمية شفانية غير معروفة في معظم الحالات. إذ لم تجد إحدى الدراسات طفرات SMARCB1 في مرضى الورم الشفاني العائلي. لا يملك بعض مرضى الورم الشفاني طفرات SMARCB1 أو طفرات الورام الليفي العصبي، ويُظهر العديد من المرضى تزيّق للطفرات الجسدية في جين الورام الليفي العصبي أو جين SMARCB1، مما يعني أن بعض الخلايا الجسدية تحتوي على الطفرة والبعض الآخر لا يحتوي عند نفس المريض. في النهاية، لا يعتمد تشكل أورام االشوانوما على موضع جين واحد فقط. من المهم فهم الطفرات البنيوية والطفرات الجسدية عند دراسة جينات SMARCB1 وجينات الورام العصبي الليفي. الطفرات البنيوية هي أول الطفرات التي تُكبت (أو تُعطل) وغالبًا ما تكون طفرات صغيرة، مثل الطفرات النقطية أو حذف أو إدخال أزواج أسس مفردة. الطفرات الجسدية هي الطفرات الثانية التي تحدث وقد تكون أيضًا طفرة صغيرة أخرى أو فقدان في الأليل المتبقي من الجين. تشترك أورام الشوانوما عند المريض الواحد بنفس الطفرات البنيوية، لكن تختلف طفراتها الجسدية. بالإضافة إلى ذلك، قد تكون الطفرة البنيوية موجودة في حالات غير ورمية.
تُعرف طفرة جين SMARCB1 أيضًا باسم INI1 أو hSNF5 أو BAF47. تتحوّر SMARCB1 في أورام أخرى بما في ذلك أورام الدماغ والكلى الخبيثة عند الأطفال. يبدو أن الاقترانية الزيجوتية غير المتجانسة للطفرات في جين SMARCB1 تحمل مخاطر متزايدة للإصابة بورم خبيث في الكلى في مرحلة الطفولة المبكرة، وفي حال لم يظهر أي مرض حتى سن البلوغ، سيكونون عرضة لتطور أورام الشوانوما. كان لدى أحد مرضى الورم الشفاني طفرة في إكسون 2 من جين SMARCB1. ووُجد عند مريض آخر حذف جديد غير مدروس سابقًا في جين SMARCB1 لأن معظم طفرات SMARCB1 تكون طفرات نقطة أو طفرات انزياح الإطار. بيّن التحليل الجيني لأورام شوانوما مختلفة موجودة عند هذا المريض وجود تعطيل لكل من جينات SMARCB1 وجينات الورام الليفي العصبي. من المعروف أن الورم الشفاني هو اضطراب وراثي، ومع ذلك، فإن الحدوث العائلي نادر بشكل غير مفهوم.

## التشخيص

### قبل الولادة
يمكن اختبار الورم الشفاني قبل الولادة في هيئة الخدمات الصحية الوطنية.

### بعد الولادة
أعطى فيرنر وزملاؤه المعايير التشخيصية التالية للورم الشفاني:
·   المعايير المؤكّدة
- العمر أكبر من 30 عامًا ويوجد ورمَي شوانوما أو أكثر غير أدمية (جلدية)، مع فحص نسيجي مؤكّد لورم واحد منهما على الأقل، ودون وجود ورم دهليزي في فحص التصوير بالرنين المغناطيسي ولا توجد طفرة ورم ليفي عصبي معروفة، أو
- شوانوما غير دهليزية مع قريب من الدرجة الأولى مصاب بالورم الشفاني.

·   المعايير الممكنة
- العمر أقل من 30 عامًا، وورمَي شوانوما أو أكثر غير أدمية (جلدية)، مع فحص نسيجي مؤكّد لورم واحد منهما على الأقل، ودون وجود ورم دهليزي في فحص التصوير بالرنين المغناطيسي ولا توجد طفرة ورم ليفي عصبي معروفة، أو
- العمر أكبر من 45 وورمَي شوانوما أو أكثر غير أدمية (جلدية)، مع فحص نسيجي مؤكد لورم واحد منهما على الأقل، ودون أعراض لخلل العصب الثامن ودون طفرات الورام الليفي العصبي، أو
- ورم شوانوما غير دهليزي، مع قريب من الدرجة الأولى مصاب بالورم الشفاني.

·  القِطعي شُخّص بأنه مؤكّد أو ممكن ولكنه يقتصر على طَرف واحد أو 5 قطع متجاورة أو أكثر من العمود الفقري.
يوجد مجموعة أخرى من المعايير، هي:
- اثنين أو أكثر من الأورام الشفانية غير الأدمية (الجلدية).
- لا يوجد دليل على وجود ورم دهليزي.
- لا يوجد طفرة ورام ليفي عصبي معروفة.

أو
- ورم شوانوما غير دهليزي مرَضي مؤكّد، مع قريب من الدرجة الأولى يستوفي المعايير المذكورة أعلاه.[8]

## العلاج
- يمثل مرضى الورم الشفاني 2.4% إلى 5% من المرضى الذين يخضعون لعملية استئصال جراحي لأورام الشوانوما.[5]
- تكون أورام الشوانوما في المناطق المعزولة من الجسم صغيرة ويصعب تحديد موقعها. يقدم التصوير فوق الصوتي أثناء الجراحة مساعدة كبيرة في مثل هذه الحالات من خلال التأكد من موقع أورام الشوانوما الصغيرة وتقليل مدة الجراحة وحجم الشق الجراحي.[9]
- إذا كان ذلك ممكنًا، تُستأصل أورام الشوانوما جراحيًا. يختفي عادة أي ألم مرتبط بالورم بعد إزالته. قد يحدث تلف في الأعصاب والأنسجة الندبية نتيجة الجراحة ويبقى بذلك الألم مشكلة مستمرة.
- يظهر الورم مرة أخرى في بعض الحالات في نفس موقعه بعد الجراحة.
- في حال كان إجراء العمل الجراحي غير ممكن، يجب علاج الألم المرافق. قد يسبب الورم الشفاني أحيانًا ألمًا شديدًا غير قابل للعلاج بمرور الوقت.
- لا توجد علاجات طبية أخرى متاحة غير الجراحة و/أو علاج الألم. لا توجد أدوية متاحة لعلاج الورم الشفاني.
- يمكن إجراء الجراحة الإشعاعية باستخدام القطع بأشعة غاما على الأورام الموجودة في الرأس للمساعدة في وقف نمو الورم، على الرغم من أن نجاحها غير مضمون. نشرت جامعة بيتسبرغ تجربتها مع أكثر من 829 حالة وأفادت أن 97% من المرضى يحدث لديهم سيطرة طويلة الأمد على الورم (يُعرف بأنه لا يحتاج إلى مزيد من العلاج) باستخدام الجراحة الإشعاعية عبر القطع بأشعة غاما.[10]
- حدثت مؤخرًا العديد من التطورات في علاج الأورام الشفانية. إذ يبدو أن معدلات النجاح أثناء استخدام القطع بأشعة غاما، على الرغم من محدودية البيانات، تتراوح بين أقل من تسعين بالمئة.
- نظرًا لأن معظم أورام الشوانوما حميدة، فإن العديد من الأطباء يتبعون طريقة «المراقبة والانتظار» ويتركون الأورام دون أي تداخل عليها حتى تبدأ في إحداث آثار جانبية ضارة. يعاني مرضى الورم الشفاني من عدة أورام، وتفوق مخاطر إجراء العديد من العمليات الجراحية الفوائد المرجوة.[3]

## الإنذار
تتداخل العديد من أعراض الورم الشفاني مع الورام الليفي العصبي.
- تحدث أورام الشوانوما بدلاً من الأورام الليفية العصبية التي تعد من السمات المميزة للورم الليفي العصبي من النوع الأول (NF1).
- تظهر أورام الشوانوما المتعددة في جميع أنحاء الجسم أو في مناطق معزولة.
- تتطور أورام الشوانوما على الأعصاب القحفية والشوكية والمحيطية.[11]
- يحدث عند المرضى آلام مزمنة، وأحياناً تنميل ووخز وضعف.
- يعاني حوالي ثلث المرضى من الورم الشفاني القعطي، الذي يقتصر وجود أورام الشوانوما فيه على جزء واحد من الجسم، مثل الذراع أو الساق أو العمود الفقري.[12]
- يوجد العديد من الحالات التي تطور فيها عند الأشخاص المصابين بالورم الشفاني شوانوما دهليزية (ورم العصب السمعي). ورم العصب السمعي هو شوانوما على حساب العصب الدهليزي في الدماغ. يشارك هذا العصب في السمع ويعاني مرضى الشوانوما الدهليزية من فقدان السمع. ومع ذلك، فإن الشوانوما الدهليزية ثنائية الجانب لا تحدث في حالة الورم الشفاني.[8]
- لا يعاني مرضى الورم الشفاني من صعوبات التعلم المتعلقة بالمرض.
- تحدث الأعراض أحيانًا بسبب التغيرات الهرمونية مثل البلوغ والحمل.